# Le Nayrac
Le Nayrac est une commune française située dans le département de l'Aveyron en région Occitanie. Ses habitants sont appelés les Nayracois.

## Géographie

### Localisation
Le Nayrac se situe au cœur de l'Aubrac, en Viadène. La commune est située à 8,5 km au nord d'Estaing et à 44 km au nord-est de Rodez. Le village est situé à environ 680 m d'altitude. 

### Communes limitrophes
Les communes limitrophes sont  Coubisou, Estaing, Florentin-la-Capelle, Golinhac et Montpeyroux.
|          | Florentin-la-Capelle |          |
|          | Nayrac               |          |
| Golinhac | Estaing              | Coubisou |

### Lieux-dits et écarts
- Annat absorbée en 1832 avec Estaing[2].
- Le Causse absorbée en 1832 avec Coubisou[2].
- le Bancarel était une possession de l'abbaye de Conques[3] et fut la demeure de la famille Prat, hommes de justice[4].
- Frayssinet abrite un château dès 1102[3].

### Hydrographie

#### Réseau hydrographique

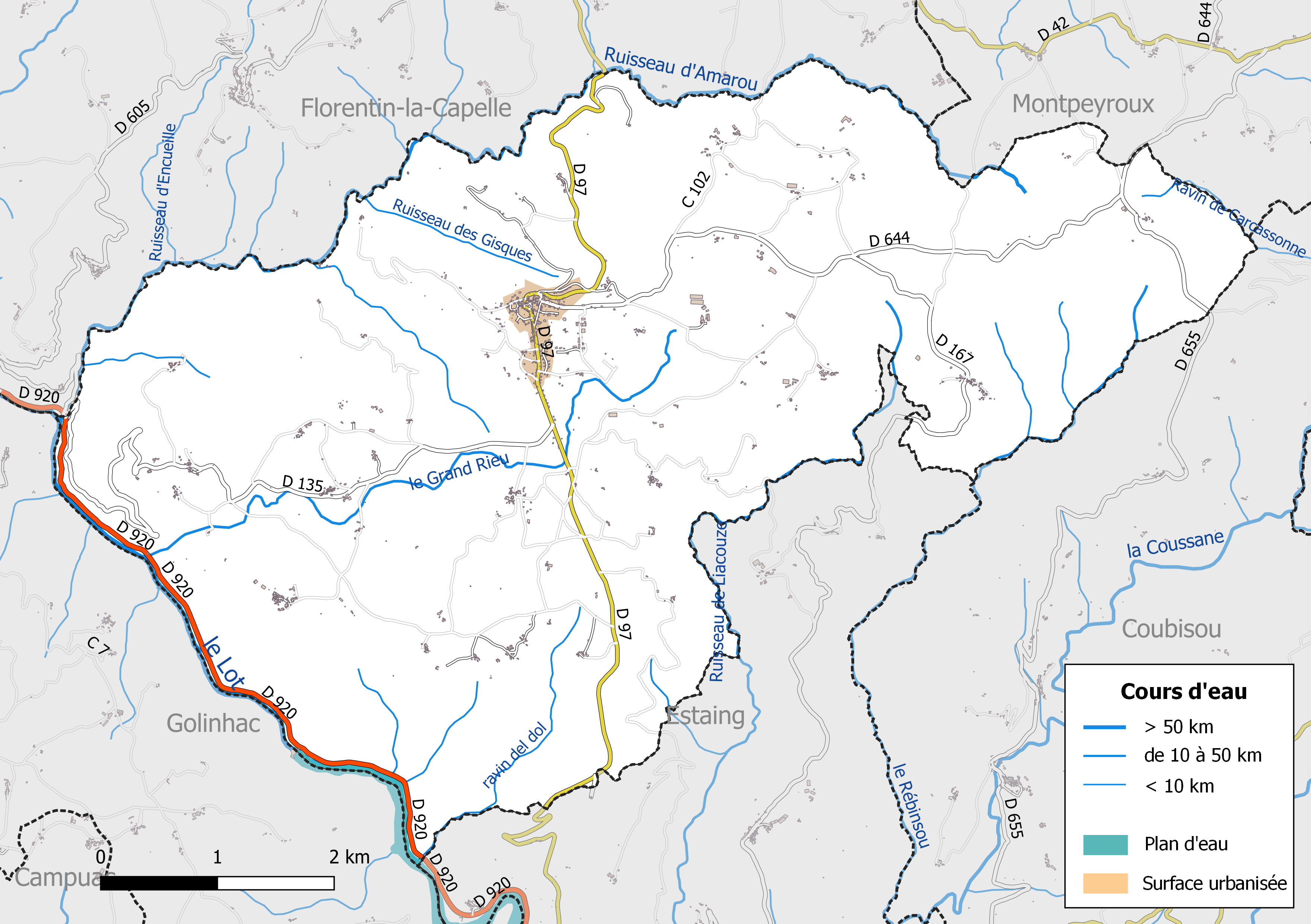
Réseaux hydrographique et routier du Le Nayrac.

La commune est drainée par le Lot, l'Amarou, le Grand Rieu, le Rébinsou, le ruisseau de Liacouze, le ravin de Carcassonne, ravin del Dol, le ruisseau des Gisques et par divers petits cours d'eau.
Le Lot prend sa source à 1272 m d’altitude sur la montagne du Goulet (nord du Mont Lozère), dans la commune de Cubières (48), et se jette  dans la Garonne à Monheurt (47), après avoir parcouru 484 km et traversé 129 communes.
Le Ruisseau d'Amarou, d'une longueur totale de 12 km, prend sa source dans la commune de Le Nayrac et se jette dans le Lot à Florentin-la-Capelle, après avoir arrosé 3 communes.
Le lac de Golinhac est un lac de retenue lié au barrage de Golinhac, long de six kilomètres, qui s'étend sur 53 hectares et retient les eaux du Lot ; le bassin versant drainé y est de 2 051 km2. Outre les deux communes entre lesquelles est érigé le barrage, Golinhac et Le Nayrac, la retenue baigne également Estaing et Sébrazac. Elle est également alimentée par quelques ruisseaux, dont le plus important est le ruisseau de Luzane, qui marque la limite territoriale entre Golinhac et Sébrazac.

#### Gestion des cours d'eau
Afin d’atteindre le bon état des eaux imposé par la Directive-cadre sur l'eau du 23 octobre 2000, plusieurs outils de gestion intégrée s’articulent à différentes échelles pour définir et mettre en œuvre un programme d’actions de réhabilitation et de gestion des milieux aquatiques : le SDAGE (Schéma directeur d'aménagement et de gestion des eaux), à l’échelle du bassin hydrographique, et le SAGE (Schéma d'aménagement et de gestion des eaux), à l’échelle locale. Ce dernier fixe les objectifs généraux d’utilisation, de mise en valeur et de protection quantitative et qualitative des ressources en eau superficielle et souterraine. Trois SAGE sont mis en oeuvre dans le département de l'Aveyron.
La commune fait partie du SAGE Lot amont, approuvé le 15 décembre 2015, au sein du SDAGE Adour-Garonne. Le périmètre de ce SAGE concerne le bassin d'alimentation du Lot depuis sa source jusqu'à Entraygues-sur-Truyère dans l'Aveyron, où il reçoit la Truyère en rive droite. Il couvre ainsi 91 communes, sur deux départements (Lozère et Aveyron) et 2 régions – une superficie de 2 616 km2 et 1 400 km de cours d'eau permanents auxquels s'ajoutent jusqu'à 576 km de cours d'eau temporaires,. Le pilotage et l’animation du SAGE sont assurés par le Syndicat mixte Lot-Dourdou (SMLD), qualifié de « structure porteuse ». Cet organisme a été créé le 1er janvier 2014 par rapprochement de trois syndicats de rivières et est constitué de quatorze communautés de communes.

### Climat
Pour des articles plus généraux, voir Climat de l'Occitanie et Climat de l'Aveyron.
En 2010, le climat de la commune est de type climat des marges montargnardes, selon une étude s'appuyant sur une série de données couvrant la période 1971-2000. En 2020, Météo-France publie une typologie des climats de la France métropolitaine dans laquelle la commune est exposée à un climat de montagne et est dans la région climatique Sud-est du Massif Central, caractérisée par une pluviométrie annuelle de 1 000 à 1 500 mm, minimale en été, maximale en automne.
Pour la période 1971-2000, la température annuelle moyenne est de 10,1 °C, avec une amplitude thermique annuelle de 15,5 °C. Le cumul annuel moyen de précipitations est de 1 149 mm, avec 12 jours de précipitations en janvier et 7,2 jours en juillet. Pour la période 1991-2020, la température moyenne annuelle observée sur la station météorologique la plus proche, située sur la commune d'Entraygues-sur-Truyère à 8 km à vol d'oiseau, est de 13,3 °C et le cumul annuel moyen de précipitations est de 1 116,3 mm,. Pour l'avenir, les paramètres climatiques de la commune estimés pour 2050 selon différents scénarios d'émission de gaz à effet de serre sont consultables sur un site dédié publié par Météo-France en novembre 2022.

### Milieux naturels et biodiversité

#### Espaces protégés
La protection réglementaire est le mode d’intervention le plus fort pour préserver des espaces naturels remarquables et leur biodiversité associée.
Dans ce cadre, la commune fait partie d'un espace protégé, le Parc naturel régional de l'Aubrac, créé par décret le 23 mai 2018 et d'une superficie de 220 284 ha. Région rurale de moyenne montagne, l’Aubrac possède un patrimoine encore bien préservé. Son économie rurale, ses paysages, ses savoir-faire, son environnement et son patrimoine culturel reconnus n'en demeurent pas moins vulnérables et menacés et c'est à ce titre que cette zone a été protégée ,.

#### Sites Natura 2000

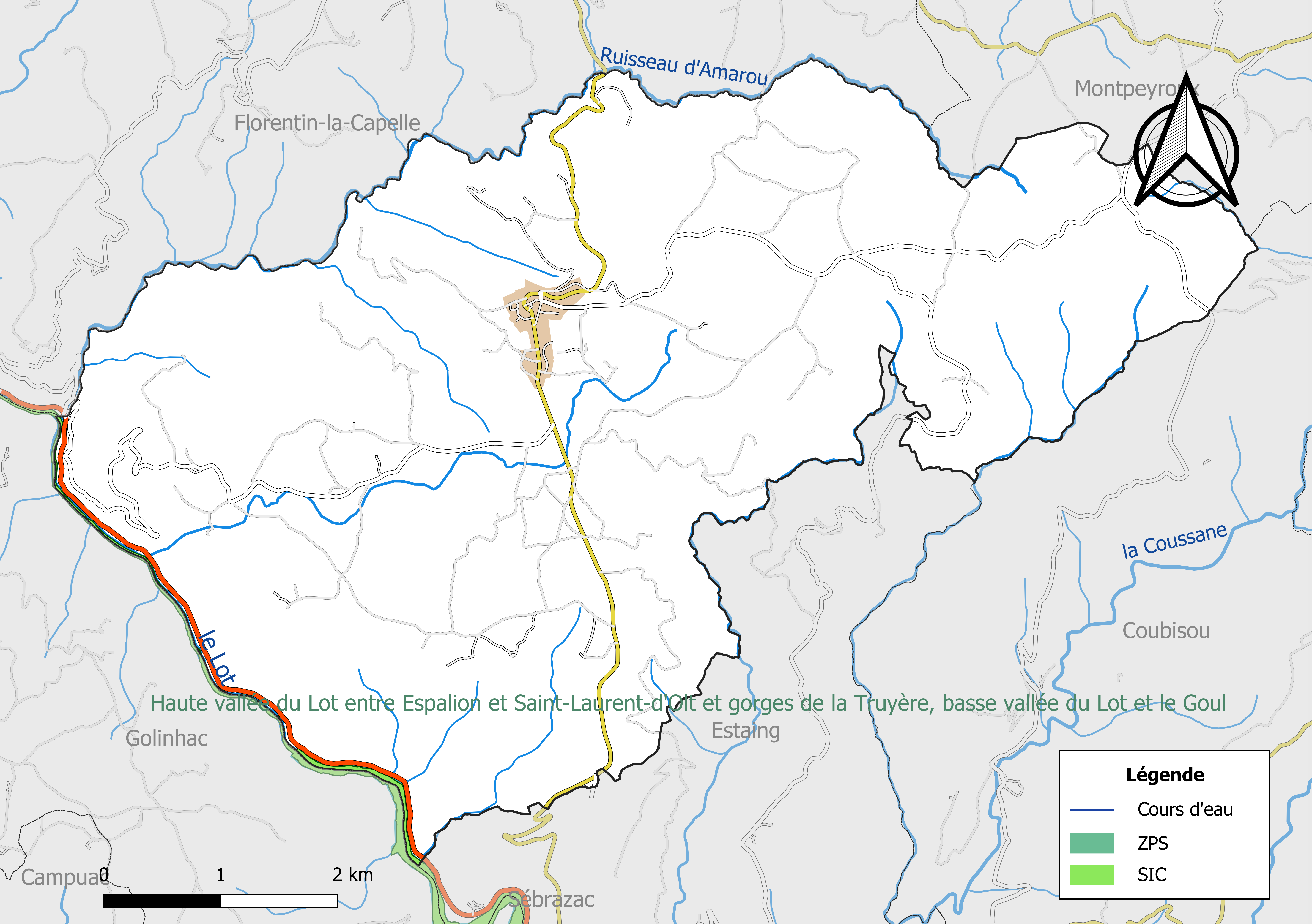
Sites Natura 2000 sur le territoire communal.

Le réseau Natura 2000 est un réseau écologique européen de sites naturels d’intérêt écologique élaboré à partir des Directives « Habitats » et « Oiseaux ». Ce réseau est constitué de Zones spéciales de conservation (ZSC) et de Zones de protection spéciale (ZPS). Dans les zones de ce réseau, les États Membres s'engagent à maintenir dans un état de conservation favorable les types d'habitats et d'espèces concernés, par le biais de mesures réglementaires, administratives ou contractuelles.
Un site Natura 2000 a été défini sur la commune au titre de la « directive Habitats » : 
La « Haute vallée du Lot entre Espalion et Saint-Laurent-d'Olt et gorges de la Truyère, basse vallée du Lot et le Goul », d'une superficie de 5 653 ha, comprend une partie de la vallée du Lot ainsi que deux de ses affluents : la Truyère et le Goul. Le site est remarquable d'une part du fait de la présence de deux espèces d'intérêt communautaire, la Loutre d'Europe et le Chabot, et de plusieurs habitats aquatiques et forestiers d'intérêts communautaires qui se rapportent aux trois entités paysagères du site.

#### Zones naturelles d'intérêt écologique, faunistique et floristique
L’inventaire des zones naturelles d'intérêt écologique, faunistique et floristique (ZNIEFF) a pour objectif de réaliser une couverture des zones les plus intéressantes sur le plan écologique, essentiellement dans la perspective d’améliorer la connaissance du patrimoine naturel national et de fournir aux différents décideurs un outil d’aide à la prise en compte de l’environnement dans l’aménagement du territoire.
Le territoire communal du Nayrac comprend trois ZNIEFF de type 1, : 
- la « Rivière Lot (partie Aveyron) » (2 552 ha), couvrant 33 communes dont 30 dans l'Aveyron, 2 dans le Cantal et 1 dans la Lozère[27]
- la « Zone humide de la Fabrie » (10,8 ha), couvrant 2 communes du département[28];
- les « Zones humides de Mouly de la Bessière » (12,9 ha), couvrant 2 communes du département[29]

et une ZNIEFF de type 2,, 
la « Vallée du Lot (partie Aveyron) » (19 239 ha), qui s'étend sur 47 communes dont 39 dans l'Aveyron, 5 dans le Cantal, 2 dans le Lot et 1 dans la Lozère.

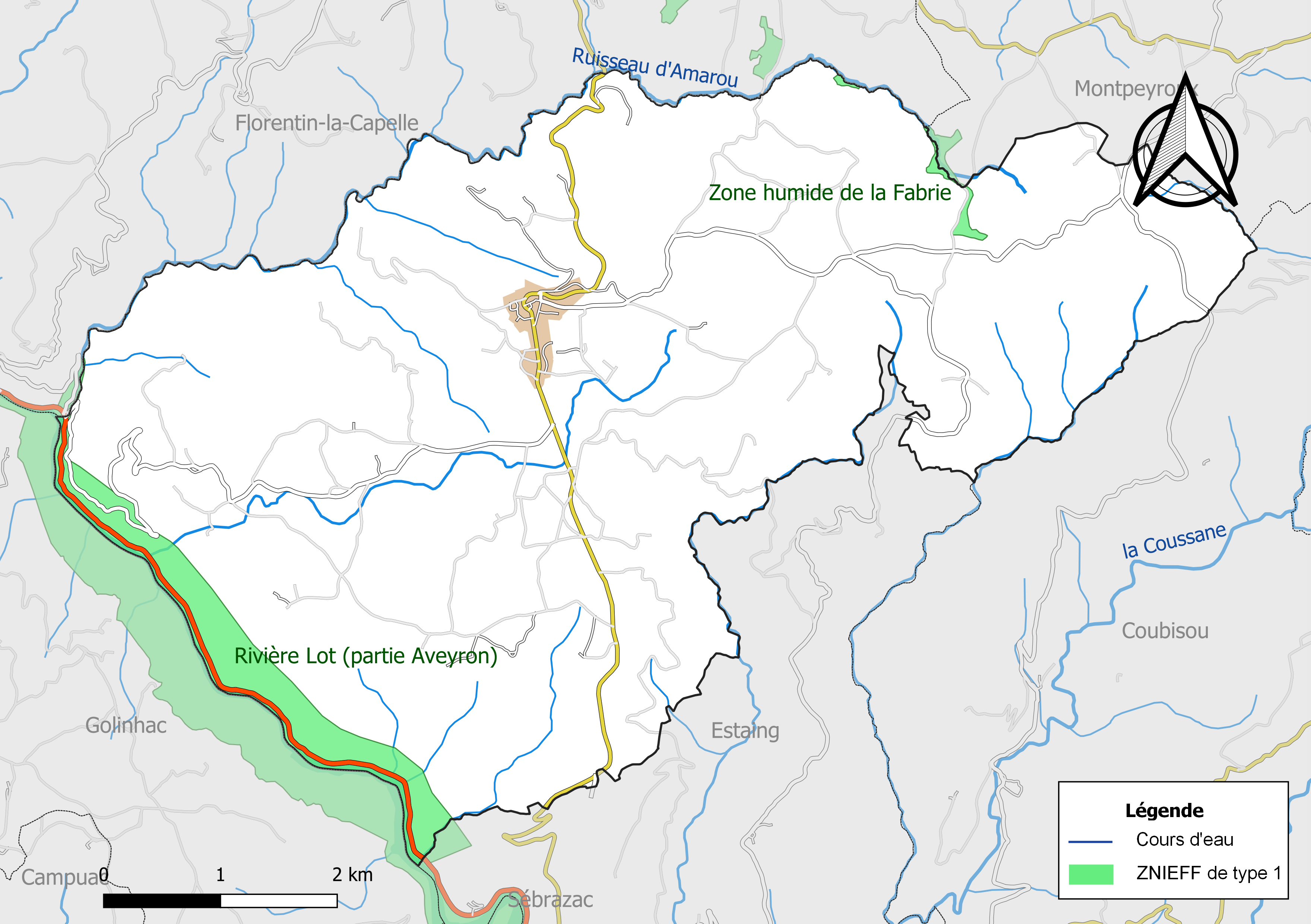
Carte des ZNIEFF de type 1 de la commune.
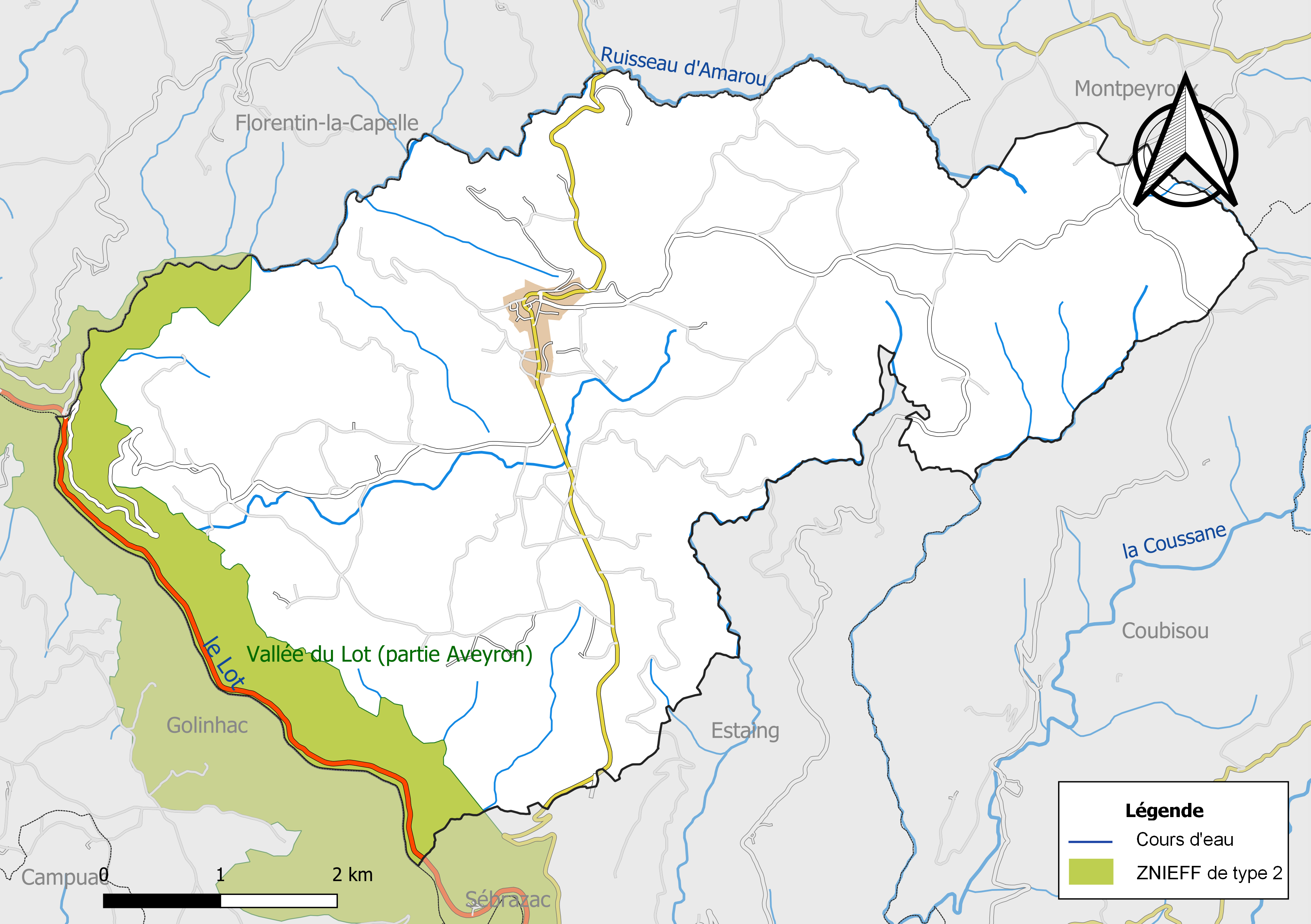
Carte de la ZNIEFF de type 2 de la commune.

## Urbanisme

### Typologie
Au 1er janvier 2024, Le Nayrac est catégorisée commune rurale à habitat très dispersé, selon la nouvelle grille communale de densité à 7 niveaux définie par l'Insee en 2022.
Elle est située hors unité urbaine et hors attraction des villes,.

### Occupation des sols

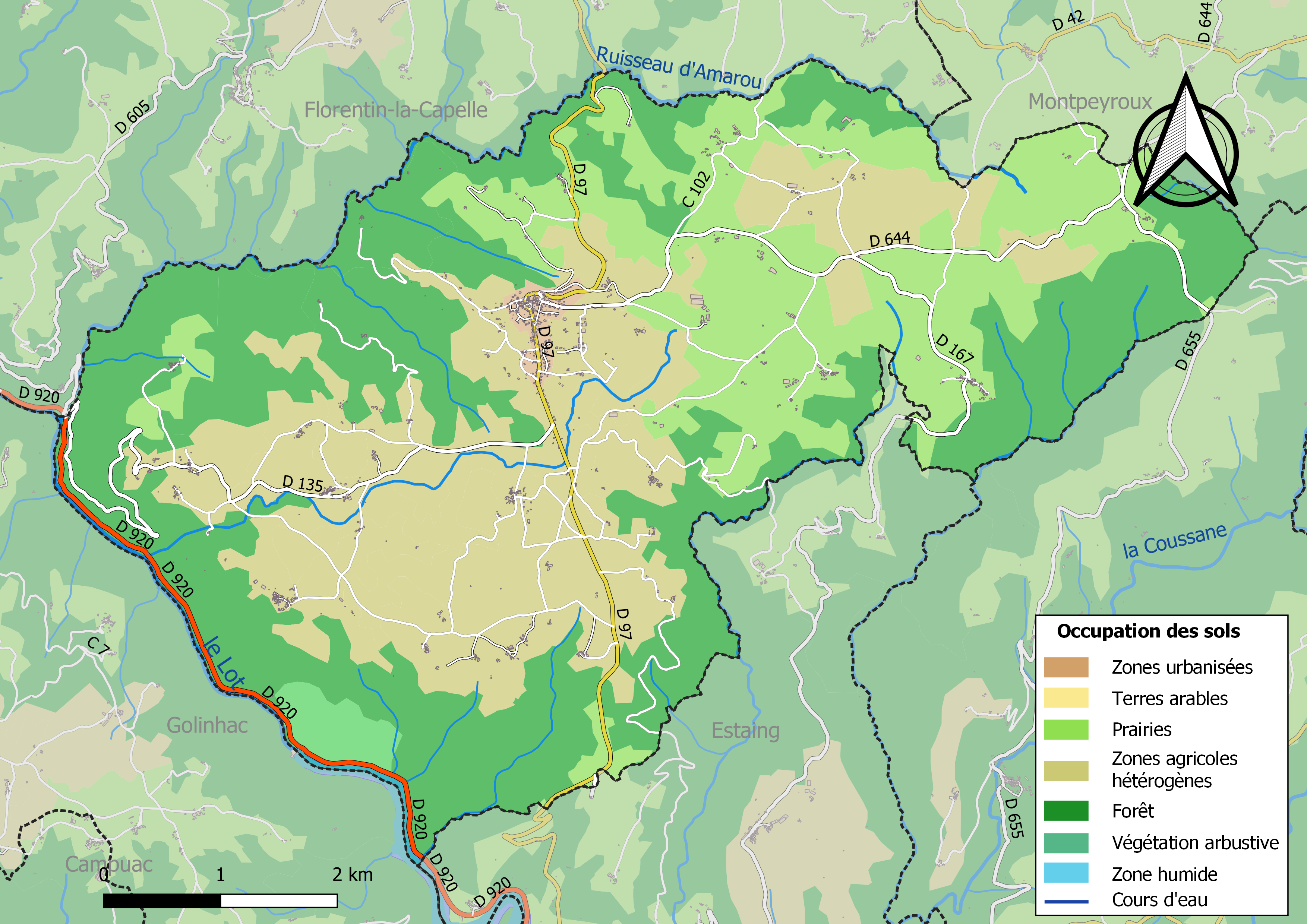
Infrastructures et occupation des sols de la commune du Le Nayrac.

L'occupation des sols de la commune, telle qu'elle ressort de la base de données européenne d’occupation biophysique des sols Corine Land Cover (CLC), est marquée par l'importance des territoires agricoles (56,6 % en 2018), en augmentation par rapport à 1990 (50,9 %). La répartition détaillée en 2018 est la suivante : 
forêts (41 %), zones agricoles hétérogènes (33 %), prairies (23,6 %), milieux à végétation arbustive et/ou herbacée (1,4 %), zones urbanisées (0,8 %), eaux continentales (0,2 %).

### Planification
La commune ne disposait pas en 2017 de document d'urbanisme opérationnel et le règlement national d'urbanisme s'appliquait donc pour la délivrance des permis de construire.

### Risques majeurs
Le territoire de la commune du Nayrac est vulnérable à différents aléas naturels : inondations, climatiques (hiver exceptionnel ou canicule), feux de forêts et séisme (sismicité faible).
Il est également exposé à deux risques technologiques, le transport de matières dangereuses et la rupture d'un barrage, et à un risque particulier, le risque radon,.

#### Risques naturels

Zones inondables de la commune du Nayrac.

Certaines parties du territoire communal sont susceptibles d’être affectées par le risque d’inondation par débordement du Lot. Les dernières grandes crues historiques, ayant touché plusieurs parties du département, remontent aux 3 et 4 décembre 2003 (dans le bassin du Lot, de l'Aveyron, du Viaur et du Tarn) et au 28 novembre 2014 (bassins de la Sorgues et du Dourdou). Ce risque est pris en compte dans l'aménagement du territoire de la commune par le biais du Plan de prévention du risque inondation (PPRI) Lot amont, approuvé le 21 décembre 2007.
Le Plan départemental de protection des forêts contre les incendies découpe le département de l’Aveyron en sept « bassins de risque » et définit une sensibilité des communes à l’aléa feux de forêt (de faible à très forte). La commune est classée en sensibilité faible.

#### Risques technologiques
Le risque de transport de matières dangereuses sur la commune est lié à sa traversée par une route à fort trafic. Un accident se produisant sur une telle infrastructure est en effet susceptible d’avoir des effets graves au bâti ou aux personnes jusqu’à 350 m, selon la nature du matériau transporté. Des dispositions d’urbanisme peuvent être préconisées en conséquence.
Dans le département de l'Aveyron on dénombre huit grands barrages susceptibles d’occasionner des dégâts en cas de rupture. La commune fait partie des 64 communes susceptibles d’être touchées par l’onde de submersion consécutive à la rupture d’un de ces barrages.

#### Risque particulier
Dans plusieurs parties du territoire national, le radon, accumulé dans certains logements ou autres locaux, peut constituer une source significative d’exposition de la population aux rayonnements ionisants. Toutes les communes du département sont concernées par le risque radon à un niveau plus ou moins élevé. Selon le dossier départemental des risques majeurs du département établi en 2013, la commune duNayrac est classée à risque moyen à élevé. Un décret du 4 juin 2018 a modifié la terminologie du zonage définie dans le code de la santé publique et a été complété par un arrêté du 27 juin 2018 portant délimitation des zones à potentiel radon du territoire français. La commune est désormais en zone 3, à savoir zone à potentiel radon significatif.

## Toponymie
Il s'agit d’une formation toponymique gallo-romaine en -acum, suffixe d'origine gauloise de localisation et de propriété qui a régulièrement abouti à la terminaison -ac dans le sud de la France,.
L'interprétation du premier élément est plus problématique et Albert Dauzat sur la foi de la forme attribuée au Nayrac, Neirac[ense] en 959 (cartulaire de Conques) postule l'anthroponyme latin Nerius, d'où *Neiriacum, puis Le Nayrac par adjonction de l'article défini Le.
Ernest Nègre rejette la forme Neiracense comme ne s'appliquant pas au Nayrac et considère que l'article Le de Le Nayrac résulte d'une mécoupure d'un *Lineriacum « lieu, domaine de la linière » → « domaine où l'on cultive le lin », pour lequel la syllabe initiale Li- > Le- a été confondue avec l'article défini ,.

## Histoire
La seigneurie du Nayrac relevait des comtes de Rodez, puis de la famille d'Estaing.
En 1731, Jean-Armand de La Voue de Tourouvre, évêque de Rodez, demande aux paroissiens du Nayrac d'effectuer chaque année une procession vers la chapelle del Dol, sur les bords du Lot, pour rendre mémoire à la translation de la relique de saint Laurent au Nayrac.
En 1771, on trouve quelques rares artisans : six tisserands, un sabotier et un maçon-charpentier-couvreur.

## Politique et administration

### Découpage territorial
La commune du Nayrac est membre de la communauté de communes Comtal Lot et Truyère, un établissement public de coopération intercommunale (EPCI) à fiscalité propre créé le 1er janvier 2017 dont le siège est à Espalion. Ce dernier est par ailleurs membre d'autres groupements intercommunaux.
Sur le plan administratif, elle est rattachée à l'arrondissement de Rodez, au département de l'Aveyron et à la région Occitanie. Sur le plan électoral, elle dépend du  canton de Lot et Truyère pour l'élection des conseillers départementaux, depuis le redécoupage cantonal de 2014 entré en vigueur en 2015, et de la première circonscription de l'Aveyron  pour les élections législatives, depuis le dernier découpage électoral de 2010.

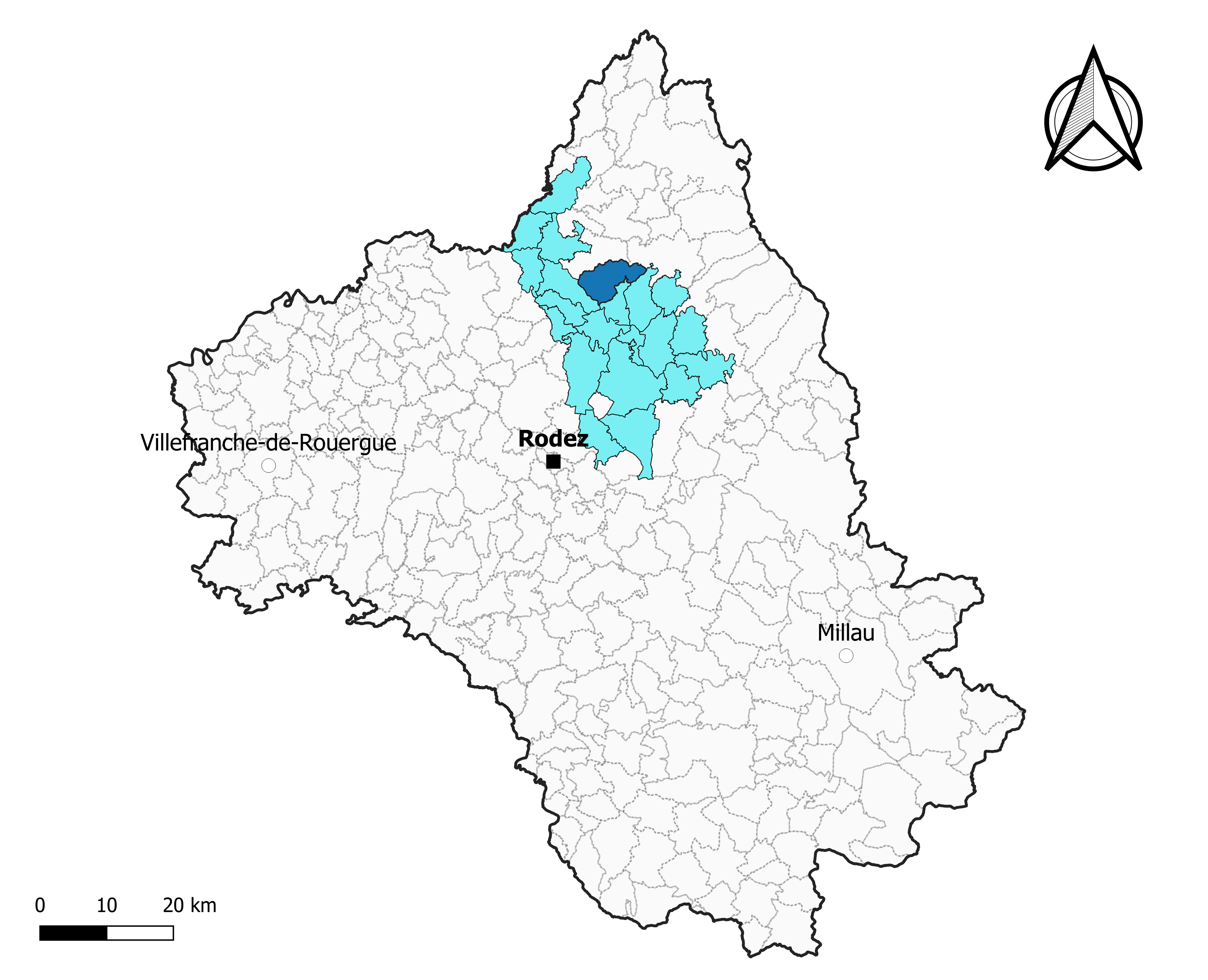
Le Nayrac dans l'intercommunalité en 2020.
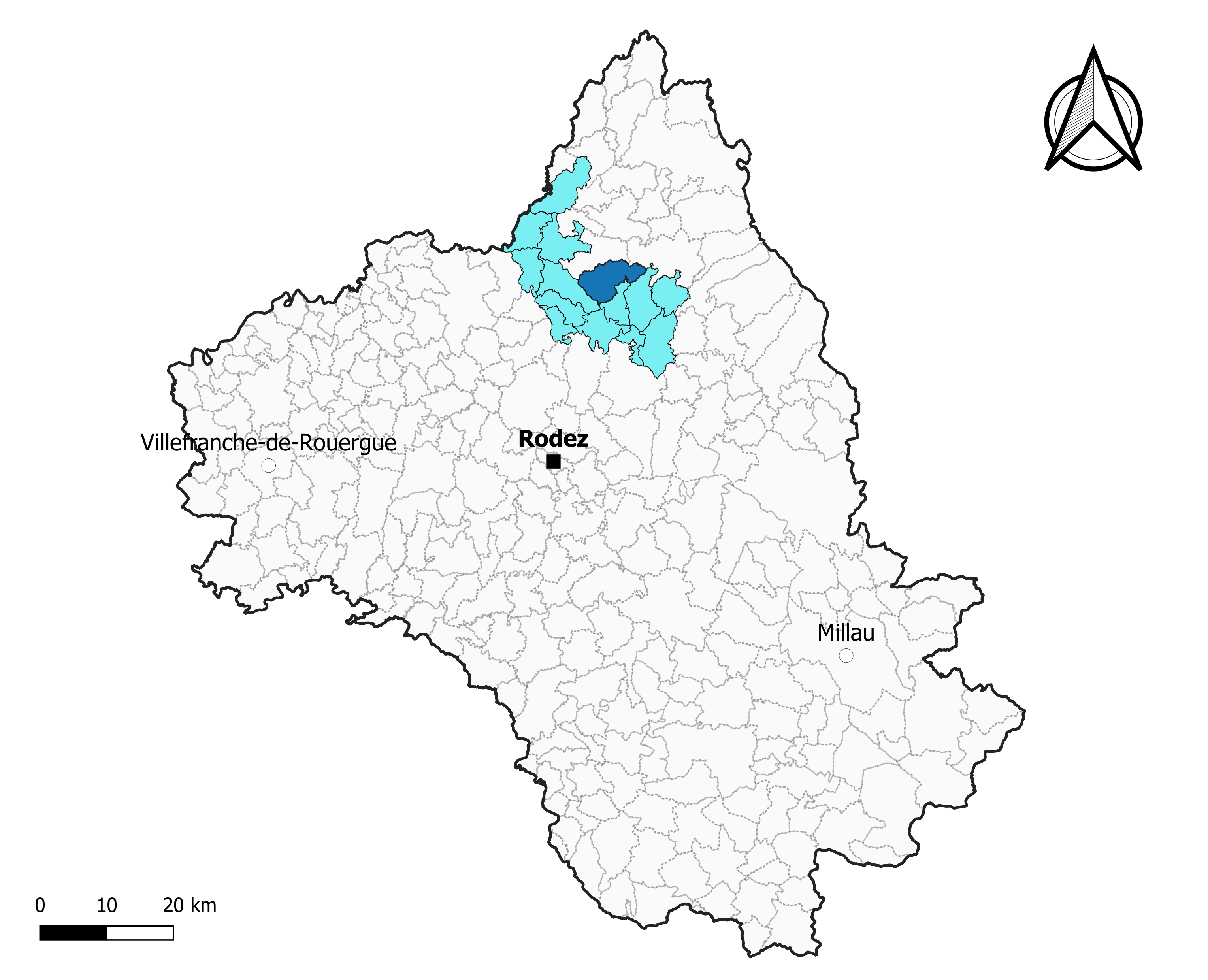
Le Nayrac dans le canton de Lot et Truyère en 2020.
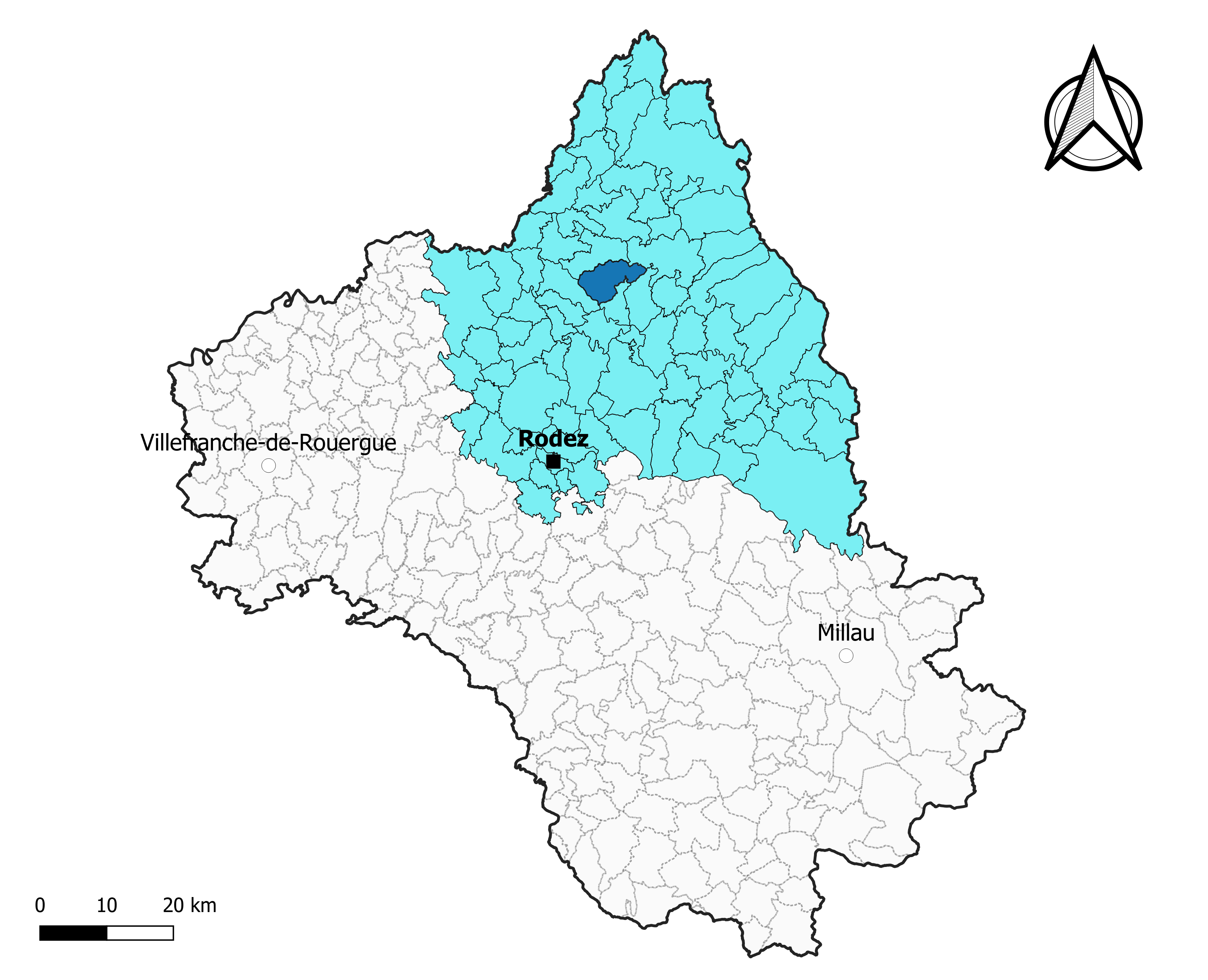
Le Nayrac dans l'arrondissement de Rodez en 2020.

### Élections municipales et communautaires

#### Élections de 2020
Le conseil municipal du Nayrac, commune de moins de 1 000 habitants, est élu au scrutin majoritaire plurinominal à deux tours avec candidatures isolées ou groupées et possibilité de panachage. Compte tenu de la population communale, le nombre de sièges à pourvoir lors des élections municipales de 2020 est de 15. La totalité des quinze candidats en lice est élue dès le premier tour, le 15 mars 2020, avec un taux de participation de 63,1 %.
Jean-Louis Raynaldy est élu nouveau maire de la commune le 23 mai 2020.
Dans les communes de moins de 1 000 habitants, les conseillers communautaires sont désignés parmi les conseillers municipaux élus en suivant l’ordre du tableau (maire, adjoints puis conseillers municipaux) et dans la limite du nombre de sièges attribués à la commune au sein du conseil communautaire. Deux sièges sont attribués à la commune au sein de la communauté de communes Comtal Lot et Truyère.

#### Liste des maires
| Période                                  | Période   | Identité             | Étiquette | Qualité                       |
| ---------------------------------------- | --------- | -------------------- | --------- | ----------------------------- |
| Les données manquantes sont à compléter. |           |                      |           |                               |
| mars 2001                                | mars 2008 | Robert Thomas        |           |                               |
| mars 2008                                | mai 2020  | Jean-Paul Turlan     |           | Agriculteur exploitant        |
| mai 2020                                 | En cours  | Jean-Louis Raynaldy, |           | Ancien agriculteur exploitant |

## Population et société

### Démographie
L'évolution du nombre d'habitants est connue à travers les recensements de la population effectués dans la commune depuis 1793. Pour les communes de moins de 10 000 habitants, une enquête de recensement portant sur toute la population est réalisée tous les cinq ans, les populations de référence des années intermédiaires étant quant à elles estimées par interpolation ou extrapolation. Pour la commune, le premier recensement exhaustif entrant dans le cadre du nouveau dispositif a été réalisé en 2007.

En 2022, la commune comptait 546 habitants, en évolution de +5,61 % par rapport à 2016 (Aveyron : +0,37 %, France hors Mayotte : +2,11 %).
| 1793 | 1800  | 1806  | 1821  | 1831  | 1836  | 1841  | 1846  | 1851  |
| ---- | ----- | ----- | ----- | ----- | ----- | ----- | ----- | ----- |
| 996  | 1 120 | 1 188 | 1 053 | 1 098 | 1 226 | 1 325 | 1 333 | 1 345 |

| 1856  | 1861  | 1866  | 1872  | 1876  | 1881  | 1886  | 1891  | 1896  |
| ----- | ----- | ----- | ----- | ----- | ----- | ----- | ----- | ----- |
| 1 420 | 1 238 | 1 393 | 1 361 | 1 329 | 1 284 | 1 263 | 1 240 | 1 176 |

| 1901  | 1906  | 1911  | 1921 | 1926 | 1931 | 1936 | 1946 | 1954 |
| ----- | ----- | ----- | ---- | ---- | ---- | ---- | ---- | ---- |
| 1 133 | 1 141 | 1 036 | 955  | 902  | 892  | 873  | 864  | 749  |

| 1962 | 1968 | 1975 | 1982 | 1990 | 1999 | 2006 | 2007 | 2012 |
| ---- | ---- | ---- | ---- | ---- | ---- | ---- | ---- | ---- |
| 688  | 639  | 624  | 660  | 581  | 570  | 565  | 565  | 523  |

| 2017 | 2022 | - | - | - | - | - | - | - |
| ---- | ---- | - | - | - | - | - | - | - |
| 512  | 546  | - | - | - | - | - | - | - |

## Économie

### Revenus
En 2018  (données Insee publiées en septembre 2021), la commune compte 234 ménages fiscaux, regroupant 488 personnes. La médiane du revenu disponible par unité de consommation est de 19 740 € (20 640 € dans le département).

### Emploi
| Division       | 2008  | 2013  | 2018  |
| -------------- | ----- | ----- | ----- |
| Commune        | 2,8 % | 4,6 % | 5 %   |
| Département    | 5,4 % | 7,1 % | 7,1 % |
| France entière | 8,3 % | 10 %  | 10 %  |

En 2018, la population âgée de 15 à 64 ans s'élève à 239 personnes, parmi lesquelles on compte 72,6 % d'actifs (67,6 % ayant un emploi et 5 % de chômeurs) et 27,4 % d'inactifs,. Depuis 2008, le taux de chômage communal (au sens du recensement) des 15-64 ans est inférieur à celui de la France et du département.
La commune est hors attraction des villes,. Elle compte 120 emplois en 2018, contre 114 en 2013 et 123 en 2008. Le nombre d'actifs ayant un emploi résidant dans la commune est de 168, soit un indicateur de concentration d'emploi de 71,6 % et un taux d'activité parmi les 15 ans ou plus de 37,8 %.
Sur ces 168 actifs de 15 ans ou plus ayant un emploi, 79 travaillent dans la commune, soit 47 % des habitants. Pour se rendre au travail, 75,5 % des habitants utilisent un véhicule personnel ou de fonction à quatre roues, 0,6 % les transports en commun, 4,8 % s'y rendent en deux-roues, à vélo ou à pied et 19,1 % n'ont pas besoin de transport (travail au domicile).

### Activités hors agriculture
53 établissements sont implantés  au Nayrac au 31 décembre 2019. Le tableau ci-dessous en détaille le nombre par secteur d'activité et compare les ratios avec ceux du département,.
| Secteur d'activité                                                                                        | Commune | Commune | Département |
| Secteur d'activité                                                                                        | Nombre  | %       | %           |
| --- | ------- | ------- | ----------- |
| Ensemble                                                                                                  | 53      | 100 %   | (100 %)     |
| Industrie manufacturière, industries extractives et autres                                                | 20      | 37,7 %  | (17,7 %)    |
| Construction                                                                                              | 7       | 13,2 %  | (13 %)      |
| Commerce de gros et de détail, transports, hébergement et restauration                                    | 9       | 17 %    | (27,5 %)    |
| Information et communication                                                                              | 1       | 1,9 %   | (1,5 %)     |
| Activités financières et d'assurance                                                                      | 1       | 1,9 %   | (3,4 %)     |
| Activités immobilières                                                                                    | 3       | 5,7 %   | (4,2 %)     |
| Activités spécialisées, scientifiques et techniques et activités de services administratifs et de soutien | 5       | 9,4 %   | (12,4 %)    |
| Administration publique, enseignement, santé humaine et action sociale                                    | 3       | 5,7 %   | (12,7 %)    |
| Autres activités de services                                                                              | 4       | 7,5 %   | (7,8 %)     |

Le secteur de l'industrie manufacturière, des industries extractives et autres est prépondérant sur la commune puisqu'il représente 37,7 % du nombre total d'établissements de la commune (20 sur les 53 entreprises implantées  au Le Nayrac), contre 17,7 % au niveau départemental.

### Agriculture
La commune est dans la « Viadène et vallée du Lot », une petite région agricole occupant le nord-ouest du département de l'Aveyron. En 2020, l'orientation technico-économique de l'agriculture  sur la commune est l'élevage bovin, orientation mixte lait et viande.
|               | 1988  | 2000  | 2010  | 2020  |
| ------------- | ----- | ----- | ----- | ----- |
| Exploitations | 85    | 53    | 51    | 32    |
| SAU (ha)      | 1 805 | 1 998 | 2 019 | 1 679 |

Le nombre d'exploitations agricoles en activité et ayant leur siège dans la commune est passé de 85 lors du recensement agricole de 1988  à 53 en 2000 puis à 51 en 2010 et enfin à 32 en 2020, soit une baisse de 62 % en 32 ans. Le même mouvement est observé à l'échelle du département qui a perdu pendant cette période 51 % de ses exploitations,. La surface agricole utilisée sur la commune a également diminué, passant de 1 805 ha en 1988 à 1 679 ha en 2020. Parallèlement la surface agricole utilisée moyenne par exploitation a augmenté, passant de 21 à 52 ha.

## Culture locale et patrimoine

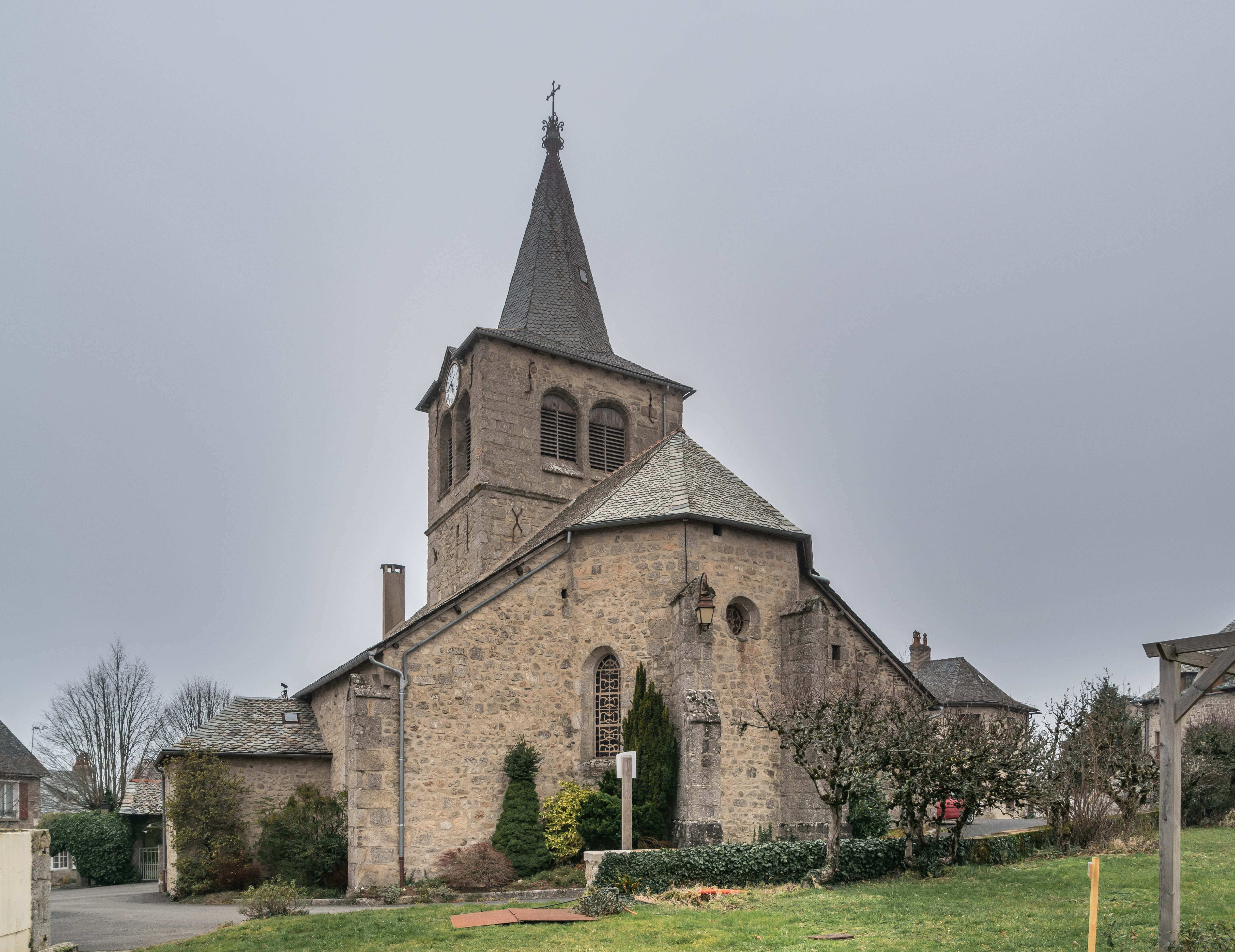
Église Saint-Étienne du Nayrac

### Lieux et monuments
- Église Saint-Étienne du Nayrac du XIXe siècle, avec un retable baroque.
- Chapelle du Deuil (Capèla del Dòl) du Nayrac.
- Château de Frayssinet, attesté au XIIe siècle, logis renaissance reconstruit au XVIe siècle par la famille d'Izarn, pillé en 1793, tour médiévale ruinée.
- Château de Gaillac, XVe siècle se trouvait au lieu-dit Gaillac mais n'a laissé aucune trace.

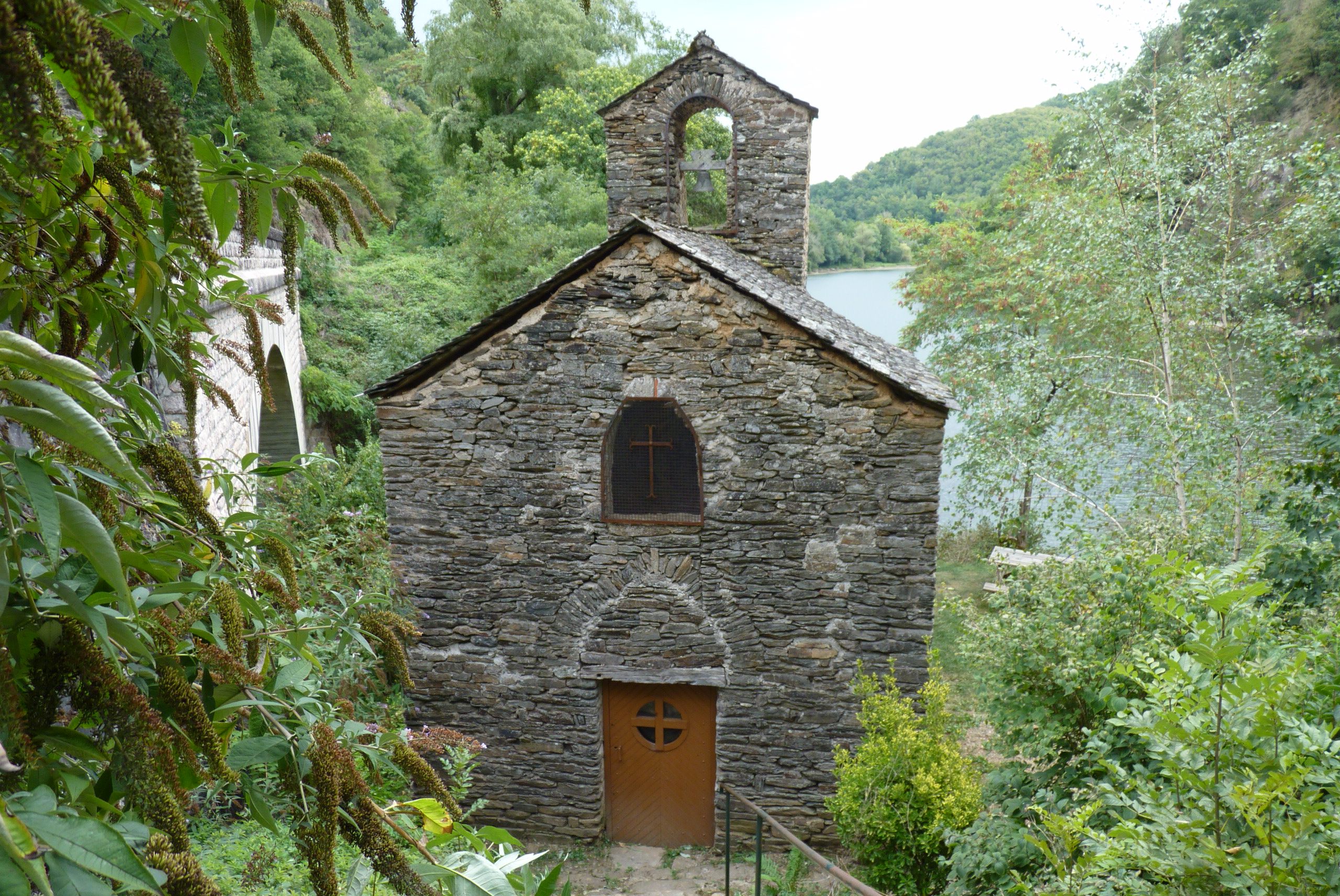
Chapelle del Dol